# Dosimétrie
Ne doit pas être confondu avec Médecine dosimétrique.

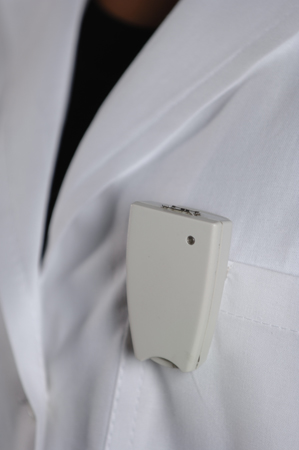
Dosimètre passif accroché à une blouse

La dosimétrie est la détermination quantitative de la dose absorbée par un organisme ou un objet, c'est-à-dire l'énergie reçue par unité de masse, à la suite de l'exposition à des rayonnements ionisants. 
Ces mesures peuvent être réalisées soit par un dosimètre passif, soit par un dosimètre opérationnel. 

## Éléments de méthodes
L'irradiation externe est approchée grâce aux dosimètres, ou à des modèles quand les paramètres sont disponibles.
L'irradiation par contamination interne, quand elle est accidentelle est plus difficile à calculer ou mesurer car le calcul dosimétrique doit prendre en compte la morphologie réelle des patients et l'éventuelle interaction avec des tumeurs, métastases qui fixent le radionucléide émetteur...  On cherche idéalement à approcher la dose absorbée dans l'organisme ou dans un organe cible irradié par un organe source, ce qui implique de connaitre l'activité cumulée dans l’organe source (thyroïde par exemple) et donc la date de contamination initiale. Quand on connait le radionucléide, la répétition de la mesure de l'activité fixée dans l’organe source permet d'établir une courbe de décroissance de la fixation dans cet organe. Divers moyens peuvent aider à ce calcul, dont : 
- anthroporadiamétrie qui mesure les rayonnements X et gamma émis par des radionucléides incorporés dans le corps humain entier ou dans un organe (foie, poumon, thyroïde...), utilisée pour le suivi des travailleurs ;
- analyse radio-toxicologique des excrétas (urine, excréments, sueur...), via la spectrométrie directe sur les échantillons pour les émetteurs alpha (mêmes détecteurs que pour l'anthroporadiamétrie), et via  des compteurs proportionnels ou des compteurs à scintillation liquide pour les émetteurs de rayons gamma.

Dans le cas de la médecine nucléaire, l'émetteur est connu (qualité et dose), c'est la répartition dans l'organe ou l'organisme, qu'on cherche alors à mesurer, via l'imagerie scintigraphique, avec par exemple :
- l'imagerie en mode planaire[2] (camera de type Anger, ou gamma-caméra) ;
- la tomographie d'émission monophotonique (TEMP) ;
- les méthodes sans imagerie :
  - le comptage externe avec un détecteur adapté (sonde NaI ou compteur Geiger-Muller),
  - l'évaluation de l'activité radiologique de prélèvements sanguins ou de biopsies ou d'échantillons d'urines ou selles.

## Législation
En France, conformément au Code du travail, le suivi dosimétrique est obligatoire dès qu'un travailleur peut être exposé aux rayonnements ionisants qu'ils aient pour origine la radioactivité naturelle ou artificielle, dans certains secteurs d'activités, dont : nucléaire, médecine, vétérinaire, BTP, etc. Un arrêté du 17 juillet 2013 en précise les délais, fréquences et matériels à utiliser, pour les personnels concernés, ainsi que les modalités de ce suivi (« carte individuelle de suivi médical », suivi dosimétrique et modalités de transmission de ces données au système d'information de la surveillance de l'exposition aux rayonnements ionisants (SISERI) géré par l'IRSN. L'accès aux informations du SISERI est réglementé par l'article R. 4451-125 du code du travail et la Loi de 1978 sur l'informatique, aux fichiers et aux libertés, avec une spécificité : un décret de 2004  qui autorise l'IRSN à utiliser le répertoire national d'identification des personnes physiques pour des traitements automatisés de données à caractère personnel dans le cadre de la surveillance des travailleurs exposés aux rayonnements ionisants, dans le respect de la confidentialité.
Le dosimètre apporte un indice d'irradiation externe. 

Pour la contamination interne on a d'abord utilisé des modèles ne permettant pas de dosimétrie réellement personnalisée. 
Des recherches portent sur une dosimétrie de contaminations internes tenant mieux compte de la morphologie de chaque patient ainsi que de la composition et densité des tissus, avec par exemple l'outil OEDIPE, OEDIPE étant ici l'acronyme de Outil d’Evaluation de la Dose Interne PErsonnalisée ; interface graphique permettant une géométrie voxélisée spécifique d'un patient à associer au code de calcul Monte-Carlo MCNPX, permettant une meilleure définition de la distribution du radioélément et le calcul des doses absorbées, dont par organes ou à l'échelle tissulaire (i.e. du voxel) que dans les cas de contaminations internes.

Un arrêté de 2003 précise les modalités de calcul des doses efficaces et des doses équivalentes résultant de l'exposition des personnes aux rayonnements ionisants